# Daniel Thomas Egerton
Daniel Thomas Egerton (1797 - 1842) va ser un paisatgista britànic i un dels membres originals de la Societat d'Artistes britànics, on va exhibir les seves obres durant els anys 1824 a 1829, i de 1838 a 1840.
Va passar la part final de la seva vida a Mèxic, i va publicar Egerton's Views in Mexico, una carpeta de litografies descrites en el subtítol com a "Sèrie de dotze plats colorits executats per si mateix dels seus dibuixos originals, acompanyats amb una curta descripció".
Després d'abandonar a la seva família a Anglaterra, Egerton va tornar a Mèxic el 1841 amb Alice Edwards, la filla adolescent d'un altre pintor britànic. El 1842, ell i la seva esposa embarassada van ser assassinats al poble de Tacubaya (a la Ciutat de Mèxic), on llogaven una casa. Egerton solia portar grans quantitats de diners i tots dos portaven joies; l'assassinat va ser atribuït a un robatori. La diplomàcia britànica va pressionar per solucionar el delicte i es va arrestar a tres lladres; dos d'ells van ser penjats i un va escapar de la presó. Hi ha hagut especulacions que Egerton estava involucrat en vendes fraudulentes a Texas, que tenia vincles amb ordres masònes o que un amant desconegut d'Alicia va estar darrere de l'assassinat.
Una pintura del Barranc del Desert (La Vall de Mèxic) va ser venuda a Nova York en el 2007 per $384,000.
La seva pintura La Vall de Mèxic (1837) és al fons d'art del Govern britànic.